# Валь-Мара
Валь-Мара (італ. Val Mara) — громада  в Швейцарії в кантоні Тічино, округ Лугано.
2022 року громади Мароджа, Мелано і Ровіо об'єдналися в громаду Валь-Мара.

## Географія
Громада розташована на відстані близько 165 км на південний схід від Берна, 30 км на південь від Беллінцони.

## Демографія

### Мароджа
2019 року в громаді мешкало 700 осіб (+25,7% порівняно з 2010 роком), іноземців було 35,4%. Густота населення становила 700 осіб/км².
За віковим діапазоном населення розподілялося таким чином: 17% — особи молодші 20 років, 59,3% — особи у віці 20—64 років, 23,7% — особи у віці 65 років та старші. Було 337 помешкань (у середньому 2 особи в помешканні).

### Мелано
2019 року в громаді мешкало 1437 осіб (+10% порівняно з 2010 роком), іноземців було 27,8%. Густота населення становила 314 осіб/км².
За віковим діапазоном населення розподілялося таким чином: 20,4% — особи молодші 20 років, 62,8% — особи у віці 20—64 років, 16,8% — особи у віці 65 років та старші. Було 638 помешкань (у середньому 2,2 особи в помешканні).
Із загальної кількості 486 працюючих 8 було зайнятих в первинному секторі, 110 — в обробній промисловості, 368 — в галузі послуг.

### Ровіо
2019 року в громаді мешкало 817 осіб (+9,7% порівняно з 2010 роком), іноземців було 20,4%. Густота населення становила 146 осіб/км².
За віковим діапазоном населення розподілялося таким чином: 16,5% — особи молодші 20 років, 60,7% — особи у віці 20—64 років, 22,8% — особи у віці 65 років та старші. Було 372 помешкань (у середньому 2,2 особи в помешканні).
Із загальної кількості 101 працюючого 11 було зайнятих в первинному секторі, 24 — в обробній промисловості, 66 — в галузі послуг.